# Matematisk modell
Matematisk modell eller matematisk modellering, en abstrakt beskrivning av ett verkligt fenomen med matematiska uttryck. Matematiska modeller används ofta inom fysik, övrig naturvetenskap och ingenjörsvetenskap, där matematiska modeller används för beräkningar eller simulering.
En språkmodell är en sådan matematisk modell tillämpad på naturligt språk. Det är en sannolikhetsfördelning över ordsekvenser. Språkmodellen "tränas" (maskininlärning, djupinlärning) genom att studera stora textmassor, korpa, och finner då statistiskt att "bilen är blå" är en vanlig och sannolik fras, medan till exempel "bilen spenat hare" är en osannolik ordföljd. Under 2010-talet har stora framsteg gjorts på detta område med stora modeller som BERT, GPT-2 och GPT-3.